# Kamčatka (řeka)
Kamčatka (rusky Камчатка) je řeka na poloostrově Kamčatka v Kamčatském kraji v Rusku. Je dlouhá 758 km od pramene zdrojnice Ozjornaja Kamčatka (rusky Озерная Камчатка). Plocha povodí měří 55 900 km².

## Průběh toku
Na horním toku má charakter horské řeky. V korytě se nachází mnoho říčních prahů a peřejí. Pod horami řeka vtéká do Středokamčatské nížiny, kde je její koryto velmi členité a místy se rozvětvuje na jednotlivá ramena. Řeka ze severu obtéká Ključevský masiv a stáčí svůj tok na východ. Na dolním toku protíná hřbet Kumroč. Ústí do Kamčatského zálivu Tichého oceánu, přičemž v ústí se nachází práh a hloubka zde dosahuje jen 0,5 m.

## Vodní režim
Zdroj vody je smíšený, přičemž převažuje podzemní voda z 35 %, jejíž zásoby jsou průběžně doplňovány prosakováním přes propustné sopečné horniny. Dále následují sněhové srážky 34 %, ledovce 28 % a dešťové srážky 3 %. Průměrný roční průtok vody ve vzdálenosti 35 km od ústí u Nižněkamčatsku činí přibližně 965 m³/s. Zamrzá v listopadu a rozmrzá na přelomu dubna a května. V blízkosti horkých pramenů nezamrzá. Nejvyšších vodních stavů dosahuje od května do září, zatímco od října do dubna voda opadá.

## Využití
Řeka je splavná pro vodáky. Vodní doprava je možná od ústí v délce 486 km. Řeka slouží jako trdliště lososových ryb. V ústí se nachází přístav Usť-Kamčatsk.